# Réserve naturelle d'État de Zorkul
Le réserve naturelle d'État de Zorkul (ou Zorkylsky) est située autour du lac du même nom au Tadjikistan, le long de la frontière avec l'Afghanistan, dans le Pamir. Elle a été créée en 1972 sur 165 kilomètres carrés en tant que refuge naturel, avant d'être promue en réserve intégrale en 2000 et agrandie sur 877 kilomètres carrés. 
Le lac est classé site Ramsar depuis 2001 et la réserve au titre de zone importante pour la conservation des oiseaux depuis 2006. 
Le site est inscrit à la liste indicative du Patrimoine mondial de l'UNESCO.

Carte des aires protégées de la région du Pamir avec la réserve naturelle d'État de Zorkul en rouge à droite.